# Кірсаново (Казахстан)
Кірса́ново (каз. Кирсаново) — село у складі Байтерецького району Західноказахстанської області Казахстану. Входить до складу Январцевського сільського округу.
Населення — 239 осіб (2021; 435 у 2009, 592 у 1999, 711 у 1989).